# Distretto di Fanteakwa
Il distretto di Fanteakwa (ufficialmente Fanteakwa District, in inglese) era un distretto della Regione Orientale del Ghana.
Nel 2018 è stato soppresso, il territorio è stato suddiviso nei distretti di Fanteakwa Nord (capoluogo: Begoro) e Fanteakwa Sud (capoluogo: Osino).